# Да Силва, Дамьен
Дамье́н Да Си́лва (фр. Damien Da Silva; род. 17 мая 1988, Таланс) — французский и португальский футболист, защитник австралийского клуба «Мельбурн Виктори».

## Клубная карьера
Да Силва дебютировал в профессиональном футболе 27 июля 2006 года в составе «Ньора», в матче Лиги 2 против «Аяччо».
Летом 2009 года он перешёл в «Шатору», где был игроком замены.
В январе 2011 года он отдан в аренду «Руану». Он остается в Нормандии до сезона 2012/2013, в конце которого клуб терпит неудачу в своих усилиях восстановления. В Лигу 2. Пока клуб объявляет о банкротстве, Дамьен Да Силва оказался без контракта.
В 2013 году он подписал контракт с «Клермон Фут», выступающем в Лиге 2, где провёл «полноценный сезон».
17 июня 2014 года он перешёл в «Кан». С начала сезона Дамьен Да Силва являлся одним из самых эффективных защитников и совершил больше всего отборов. Он забил свой первый гол в Лиге 1 в ворота «Ренна». В первом сезоне в Лиге 1 он сыграл 36 матчей. Во время зимнего трансферного окна его заметила иностранная пресса (французская и английская), после отказа от предложения английского «Сандерленда». В своём втором сезоне в Лиге 1 Дамьен да Силва внёс большой вклад в хорошее начало сезона для «Кана». 4 февраля 2018 года он забил дубль в игре против «Нанта», что позволило его команде одержать победу 3:2. Двумя неделями позже он забил «Ренну», в результате чего «Кан» сыграл вничью 2:2.
Летом 2018 года он подписал контракт с «Ренном». Он сыграл 33 матча в Лиге 1 и забил 2 гола и отдал одну результативную передачу. Во время посредственного сезона «Ренна» в чемпионате он помог своей команде выиграть Кубок Франции в 2019 году, в финале одолев «Пари Сен-Жермен» в серии пенальти. 24 мая 2021 года он покинул клуб после трёх сезонов, проведённых в клубе.
26 мая 2021 года «Лион» объявил о переходе защитника, контракт до 2023 года.

## Международная карьера
Да Силва родился во Франции в семье португальца и француженки. В 2006 году футболист был вызван в сборную Франции до 19 лет, где сыграл 2 матча и забил 1 гол.

## Достижения
«Ренн»
- Обладатель Кубка Франции: 2018/19